# Amtsbezirk Jonava

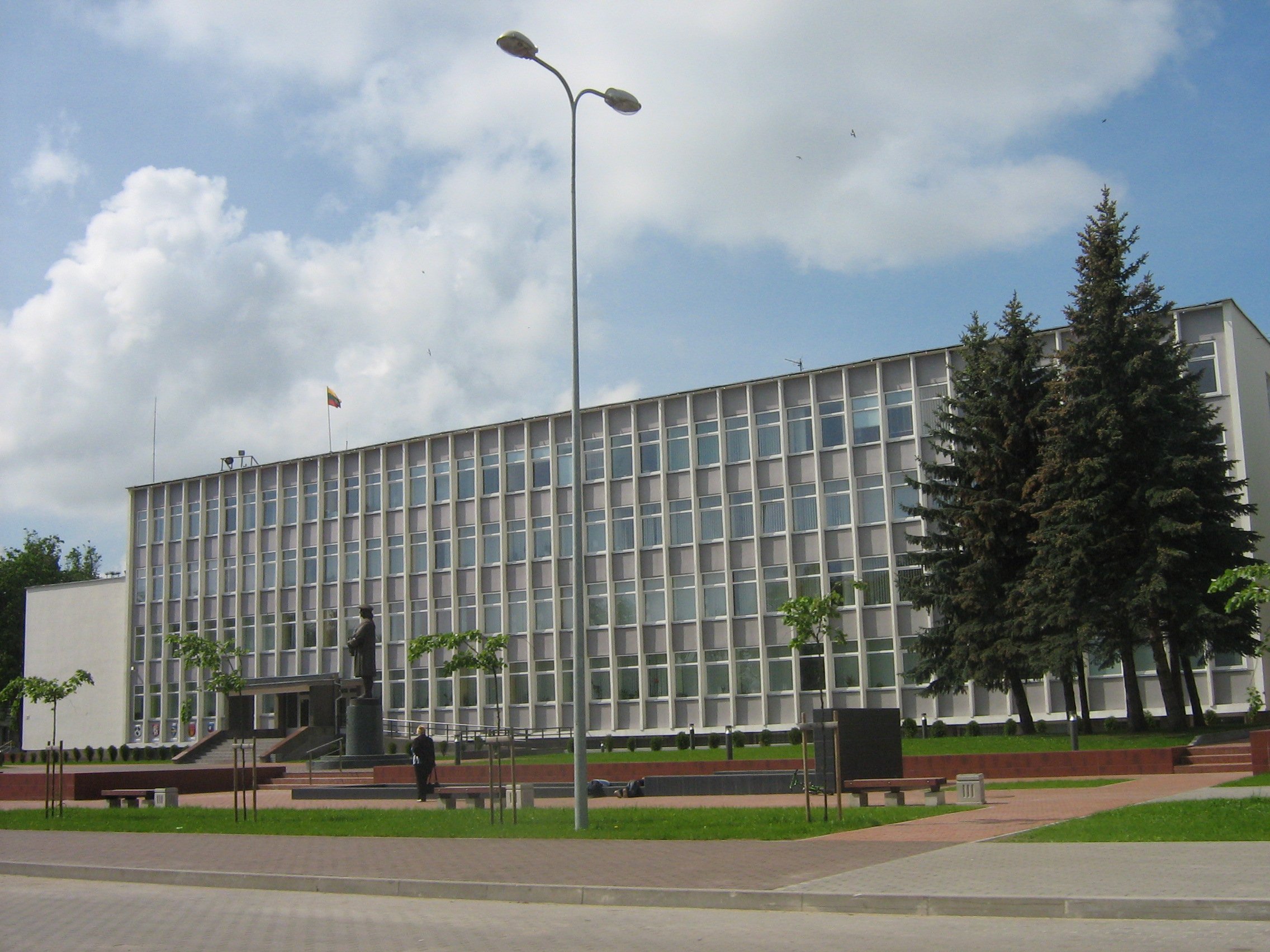
Verwaltungsgebäude

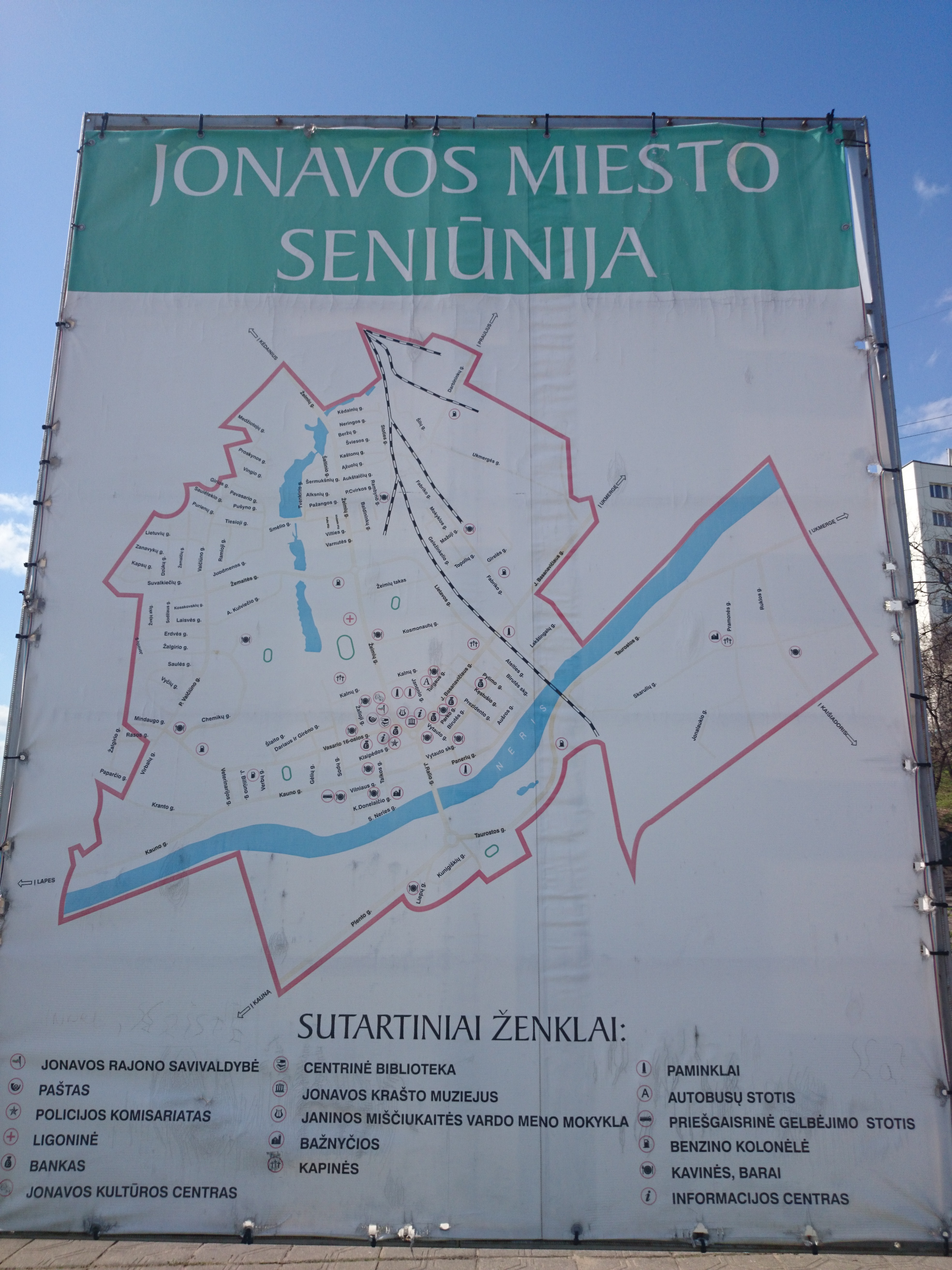
Landkarte

Der Amtsbezirk Jonava (lit. Jonavos miesto seniūnija) ist ein Amtsbezirk und eine Filiale der Verwaltung der Rajongemeinde Jonava im Bezirk Kaunas, Litauen. Das Territorium umfasst die Stadt Jonava. Es hat seinen Sitz im Zentrum der Stadt. Die Satzung des Amtsbezirks Jonava wurde mit dem Beschluss des Direktors der Rajongemeindeverwaltung Jonava am 28. Juli 2011 bestätigt. In der Verwaltung sind außer dem Leiter vier Oberspezialisten tätig.

## Verwaltung
- Leiter (Seniūnas): Valerijus Krugliakovas

## Untergliederung
Vom Juli 2014 bis zum September 2014 wurden die Leiter der Untereinheiten gewählt. Seit 2014 besteht eine Untergliederung zu Unterbezirken (Seniūnaitija):
| - Rimkai - Kregždutės - Juodmena | - Bibliotekos - Senamiesčio - Saulutės | - Mokyklos - Ateities - Kalnų | - Lakštingalos - Lietavos | - Baldininkai - Sodų |